# El Saucito (Sonora)
El Saucito es una ciudad del municipio de Hermosillo ubicada en el centro del estado mexicano de Sonora, en la zona del desierto sonorense. Según los datos del Censo de Población y Vivienda realizado en 2010 por el Instituto Nacional de Estadística y Geografía (INEGI), El Saucito tiene un total de 476 habitantes. Fue fundado en los años 1950 como un campo agrícola.